# 斯特拉斯堡主教维尔纳一世
哈布斯堡的维尔纳一世（约975/980—1028年10月28日于君士坦丁堡），其于1001年至1028年担任斯特拉斯堡主教。
维尔纳一世来自哈布斯堡家族，是兰泽林之子，也是拉德波特的兄弟。

## 生平
皇帝奥托三世任命他为斯特拉斯堡主教，但直到1002年5月4日皇帝去世后，他才被祝圣。
维的主教生涯一开始就受到异常和战争动荡的干扰。因巴伐利亚公爵亨利的友谊，维对亨利当选为德意志国王的事业鼎力相助，但因此遭到了王位觊觎者施瓦本公爵赫尔曼的袭击：他蹂躏了阿尔萨斯并占领了斯特拉斯堡市。维尔纳试图抵抗，并勉强逃于被俘，直到1002年10月赫尔曼向亨利投降。作为对他损失的补偿，国王将圣斯得望教堂授予维尔纳。1014年，亨利又授予他施瓦扎赫修道院。1020年，他与一些阿拉曼贵族一起领导了对勃艮第的进攻。
维尔纳热切地加入了美因茨大主教阿里博的独立改革，并在1024年的最高会议上与其他女权主义者一起反对教皇。皇帝亨利去世后，他特别积极地为老萨利安·康拉德（Salian Conrad the Elder）的选举而努力，并很快就获得了与亨利一样坚定的信任地位。他接受康拉德的委托（1027年法兰克福主教会议上关于甘德斯海姆教区的归属争议），率领帝国使者前往拜占庭，并在那里为康拉德的儿子，年轻的亨利在马其顿皇室招募妻子。尽管使团的第一次出使就广受褒扬，但它未能实现其目标，谈判拖延了。直到维尔纳在1028 年10月28日短暂生病后去世。由于无法实现他进入圣地的愿望，他被埋葬在君士坦丁堡。
阿尔高穆里修道院的建立与维尔纳有关，在他在位时，亦对斯特拉斯堡教堂做出诸多贡献。